# Юмское сельское поселение
Юмское сельское поселение — муниципальное образование в составе Свечинского района Кировской области России, существовавшее в 2006 — 2010 годах.
Центр — село Юма.

## История
Юмское сельское поселение образовано 1 января 2006 года согласно Закону Кировской области от 07.12.2004 № 284-ЗО.
Законом Кировской области от 23 декабря 2010 года № 595-ЗО поселение упразднено, населённые пункты включены в Свечинское сельское поселение (с центром в селе Юма).

## Состав
В состав поселения входили 19 населённых пунктов:
| - село Юма - деревня Ашланы - деревня Баруткины - деревня Бурковы - деревня Галаши - деревня Ерши - деревня Жигагай - деревня Загребины - деревня Ивки - деревня Пашуницы | - деревня Росляки - деревня Савиненки - деревня Ступники - село Федосеевское - деревня Филюшонки - посёлок Холмы - деревня Хомяки - деревня Юденки - станция Юма |